# Chenopodium album var. album
Chenopodium album subsp. album,  comummente conhecida como ansarina-branca, é uma variedade de planta com flor pertencente à família das Quenopodiáceas e ao tipo fisionómico dos terófitos.

## Nomes comuns
Dá ainda pelos seguintes nomes comuns: catassol, quenopódio-branco, sincho, erva-couvinha e no arquipélago da Madeira dá pelo nome de fedegoso (não confundir com a espécie Bituminaria bituminosa, que consigo partilha o mesmo nome).

## Descrição
Trata-se de uma planta anual, cujo caule, de cor alvadia, ascende a uma altura na ordem dos 30 a 60 cm.
Assim, no que toca ao caule, caracteriza-se por ser erecto e por apresentar uma coloração mormente pautada pelo verde e branco, onde se destacam certos matizes avermelhados ou purpúreos.
Quanto às folhas, são pecioladas e com dimensões na ordem dos 1,5 a 6 centímetros por 1 a 1,5 centímetros. Têm formatos variáveis, sendo que, as folhas centrais e basais, podem exibir configurações que alternam entre o rômbico, o ovado ou ovado-lanceolado, com as bordas dentadas, sem recortes ou, então, inteiras. As folhas superiores, por seu turno, exibem formatos lanceolados, de borda inteira, amiúde acuminadas.
Relativamente às inflorescências, são em panícula, seja ela ramificada ou cimosa, ou em espiga. Conta com 5 segmentos do perianto, os quais, por vezes se afiguram um tanto frouxos na parte de trás.
As sementes desta planta têm 1,2 a 1,4 milímetros de diâmetro, exibem uma margem sensivelmente obtusa e uma testa razoavelmente lisa.

## Portugal
Trata-se de uma espécie presente no território português, nomeadamente em Portugal Continental e no arquipélago da Madeira. Mais concretamente, do que toca à distribuição em Portugal Continental, encontra-se em presente em todo o território, ausentando-se apenas das três zonas do Algarve (Barrocal algarvio, Barlavento e Sotavento).
Em termos de naturalidade é natural das regiões atrás indicadas.

## Ecologia
Medra em courelas agricultadas e nas orlas de caminhos.

## Protecção
Não se encontra protegida por legislação portuguesa ou da Comunidade Europeia.

## Farmacologia
Historicamente, chegou a ser usado na preparação de mezinhas com propriedades laxantes, diuréticas, parasiticidas e ligeiramente sedantes.

### Toxicidade
Contém saponinas. Por causa da presença de ácido oxálico na sua composição, o seu consumo pode resultar no bloqueio da absorção de nutrientes no organismo.
O seu consumo pode produzir efeitos perniciosos na saúde humana, exacerbando quadros clínicos de reumatismo, artrite, gota e cálculos renais.

## Taxonomia
A autoridade científica da espécie é L., tendo sido publicada em Species Plantarum 1: 219. 1753.

### Etimologia
No que toca ao nome genérico, 'Chenopodium', este provém do termo grego antigo chenopodion, que consubstancia uma aglutinação dos étimos chen (χήν), que significa «ganso», e pous (πούς) ou podion (ποδίον), que significam «pé» e «pezinho», respectivamente. Tal designação vem por alusão ao formato das folhas, que pode lembrar as patas de um ganso.
Quanto ao epíteto específico,'album', provém do latim e significa «branco».